# Église de l'Assomption-de-la-Vierge de Landreville
L'église de l'Assomption-de-la-Vierge est une église située à Landreville, dans le département français de l'Aube en région Champagne-Ardenne.

## Localisation
L'église est située sur la commune de Landreville, dans le département français de l'Aube.

## Description
Construit autour d'un solide clocher carré en pierre du XIIe siècle couvert d'ardoise, l'édifice se compose extérieurement d'une large nef, d'un transept et d'un chœur. L'ensemble comporte des toitures en tuile. À l'intérieur, la nef, portée par six piliers, est flanquée de deux collatéraux. L'ensemble est surmonté de voûtes d'arêtes. Le transept composé de deux travées suivant la longueur de l'église et trois suivant sa largeur, est couvert de voûtes sur croisées d'ogives. Le chœur délimité par une abside à cinq pans, est surmonté d'une voûte rayonnante à six branches d'ogives, liernes et tiercerons. Le maître-autel ainsi que les retables des deux autels latéraux, dédiés l'un à la Vierge et l'autre à sainte Béline, sont l'œuvre de Jean-Baptiste Bouchardon,. Les murs extérieurs sont percés de treize baies ornées de vitraux des XIXe et XXe siècles. L'église possède également un grand nombre de reliquaires.

## Historique
L'absence d'unité de style du bâtiment témoigne des nombreux remaniements qu'il a subi au cours des siècles. De l'église originelle du XIIe siècle, seul le clocher subsiste. Le chœur et le transept ont été reconstruits au XVIe siècle, de même que la nef et les collatéraux au XVIIIe siècle. Les vitraux datent des XIXe et XXe siècles. L'édifice est classé au titre des monuments historiques en 1989.